# روجر كمبرلاند

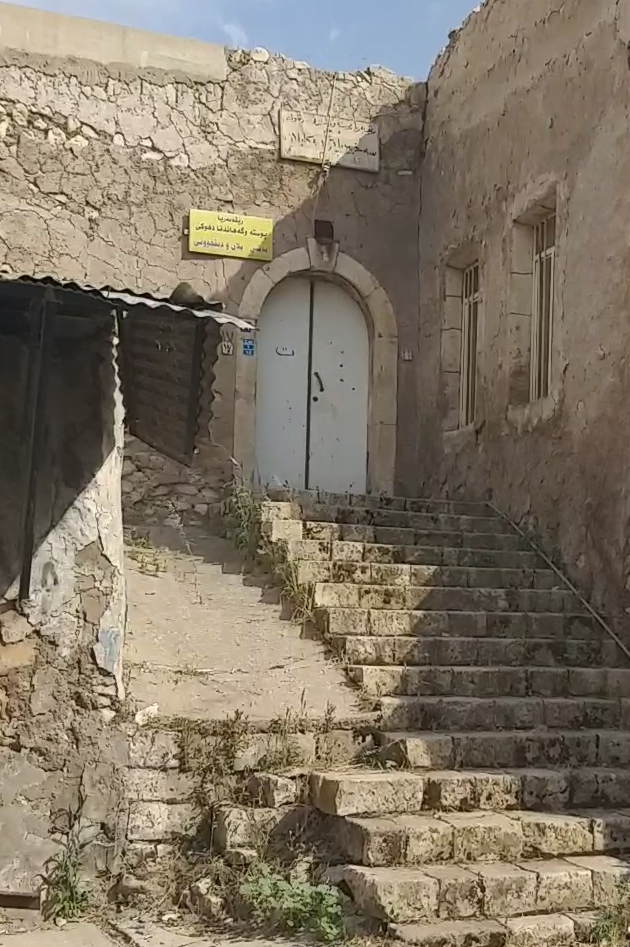
منزل كمبرلاند حيث قُتل برصاصة قاتلة في 12 يونيو 1938

روجر كمبرلاند (16 نوفمبر 1894 – 12 يونيو 1938) هو مبشّر أمريكي عمل في العراق خلال أوائل القرن العشرين. وُلد في لا فيرني، كاليفورنيا، وعُرف بتقديمه خدمات إنسانية ودينية بين الأكراد في شمال العراق.

## التعليم والمسار المهني
خدم كمبرلاند كضابط في المدفعية الميدانية الأمريكية في عام 1917 أثناء الحرب العالمية الأولى، ولكن الحرب انتهت قبل أن يتم نشره. تخرج في عام 1919 من كلية أوكسيّدنتال في لوس أنجلوس، وحصل على شهادة من معهد مكورميك اللاهوتي في شيكاغو في عام 1922. وصل إلى العراق في عام 1923 ليبدأ عمله كمبشّر.

## العمل في العراق
عمل كمبرلاند في البداية مع "مهمة شرق بلاد فارس" قبل أن ينتقل إلى الموصل ثم إلى دهوك حيث قام بالعديد من الرحلات إلى القرى النائية لتأسيس مراكز مسيحية. أشارت تقارير الصحافة الأمريكية إلى أن كمبرلاند كان يعمل بشكل وثيق مع المجتمعات الكردية والآشورية في المنطقة.
في عام 1924، ساهم في تأسيس "المهمة المتحدة في بلاد ما بين النهرين" التي كانت تضم مدارس مثل "مدرسة بغداد الثانوية منصور" للبنات، و"مدرسة الأمل العالي" للبنين في البصرة. في الستينات، تم تأسيس صندوق إعانات باسم روجر كمبرلاند لدعم الأيتام والمحتاجين في العراق.

## الحياة الشخصية
تزوج كمبرلاند من هارييت غيلبرت غون في عام 1927، وهي ابنة المبشّرين في الفلبين. أنجبا ابنتين. وكان يُعتقد أن روجر كمبرلاند كان يعتز بكونه جزءاً من "الحدود الأمريكية الغربية"، حيث قال في إحدى المناسبات: "دم الرواد يجري في عروقي، وأحب الحدود".

## وفاته
في 12 يونيو 1938، قُتل روجر كمبرلاند، المبشر الأمريكي من الكنيسة المشيخية، بالقرب من دهوك في شمال العراق. كان كمبرلاند قد عمل في المنطقة منذ أوائل العشرينيات من القرن الماضي، حيث قام بنشر الأدب المسيحي بين الأكراد والمجتمعات المحلية الأخرى. اغتياله وقع في فترة شهدت توترات سياسية ودينية شديدة في العراق، مما جعل هذا الحادث يثير العديد من التساؤلات.
بحلول عام 1936، كان العراق قد مر باضطرابات سياسية حادة، حيث وقع انقلاب عسكري في ذلك العام، تلاه إطاحة نوري السعيد بالحكومة العسكرية في 1937، ما أسفر عن تراجع الحريات الدينية وارتفاع مستويات العنف في البلاد. في هذا المناخ المتوتر، كان عمل المبشرين الأجانب مثل كمبرلاند محفوفًا بالمخاطر، حيث كان هذا النوع من الأنشطة غير مرحب به من قبل العديد من الأطراف المحلية، الذين بدأوا يشعرون بالغضب من التدخلات الأجنبية.
في يوم الاغتيال، زار كمبرلاند رجلان من قرية بيسفكي، حيث كان أحدهما ابن آغا القرية سليم مصطفى. بعد محادثة استمرت ساعة، طلبا منه بعض الكتب المسيحية، وعندما توجه كمبرلاند لجلب الكتب، أطلقا النار عليه وقتلاه. في وقت لاحق، قُتل خادمه موسى أيضًا. وعلى الرغم من أن الجريمة نُسبت في البداية إلى التعصب الديني، فإن الدوافع الحقيقية وراء الحادثة لا تزال غير واضحة. تشير بعض الدراسات إلى أن الاغتيال قد يكون نتيجة للتوترات السياسية في العراق في تلك الفترة، حيث كانت البلاد تشهد اضطرابًا سياسيًا شديدًا بعد الانقلاب، مما قد يكون قد ساهم في تزايد العنف تجاه الأجانب.
اغتيال روجر كمبرلاند ترك تأثيرًا عميقًا في المجتمعات المسيحية والمبشّرة في المنطقة، حيث كان بمثابة مؤشر على التحديات التي يواجهها المبشرون الأجانب في بيئة مليئة بالاضطرابات والصراعات الطائفية. في النهاية، يبقى هذا الحادث بمثابة درس في تعقيد العلاقات السياسية والدينية في العراق في تلك الحقبة، ويعكس التوترات بين القوى المحلية والدولية في المنطقة في تلك الفترة.

## الإرث
تركت وفاة كمبرلاند إرثاً طويلاً من العمل التبشيري في المنطقة، ولا سيما بين المجتمعات الكردية والآشورية. تم نشر العديد من رسائله وملاحظاته عن الأكراد والمنطقة في المجلات الأكاديمية. كما ترك أرضاً في منطقة دهوك، بما في ذلك قرية آشورية تسمى "بابيلو".